# خوانیو بزارس
خوانیو بزارس (انگلیسی: Juanjo Bezares؛ زادهٔ ۱۷ مهٔ ۱۹۸۱) بازیکن فوتبال اهل اسپانیا است.
از باشگاه‌هایی که در آن بازی کرده‌است می‌توان به باشگاه فوتبال کادیس، باشگاه فوتبال آق‌تپه، باشگاه فوتبال سویا، و باشگاه خیمناستیک تاراگونا اشاره کرد.